# Xian de Yiwu (Xinjiang)
Cette page contient des caractères spéciaux ou non latins. S’ils s’affichent mal (▯, ?, etc.), consultez la page d’aide Unicode.
Pour les articles homonymes, voir Yiwu.
Le xian de Yiwu (伊吾县 ; pinyin : Yīwú Xiàn ; ouïghour : ئارا تۈرۈك ناھىيىسى / Ara Türük Nahiyisi) est un district administratif de la région autonome du Xinjiang en Chine. Il est placé sous la juridiction de la préfecture de Hami.

## Démographie
La population du district était de 18 766 habitants en 1999.